# Breitblättrige Traubenhyazinthe
Die Breitblättrige Traubenhyazinthe (Muscari latifolium) ist eine Pflanzenart aus der Gattung der Traubenhyazinthen (Muscari) aus der Familie der Spargelgewächse (Asparagaceae).

## Merkmale
Die Breitblättrige Traubenhyazinthe ist ein ausdauernder Geophyt, der Wuchshöhen von 15 bis 40, selten auch 50 Zentimetern erreicht. Es sind meist ein, selten auch zwei Blätter vorhanden. Diese sind 7 bis 30 Zentimeter lang und 1 bis 3 Zentimeter breit, aufrecht, bereift und breit linealisch bis verkehrt-eilanzettlich. Sie sind oben kurz zusammengezogen und die Spitze ist oft kapuzenförmig. Der Stängel ist länger als die Blätter. Der Blütenstand ist eine Traube von 2 bis 6 Zentimeter Länge und 1,5 Zentimeter Breite. Zur Fruchtzeit ist sie aufgelockert. Die fruchtbaren Blüten sind 5 bis 6 Millimeter lang und 3 Millimeter breit, länglich-krugförmig und schwarzviolett gefärbt. Die Perigonzipfel sind ungefähr einen Millimeter lang, blasslila und schwach zurückgebogen. Die sterilen Blüten sind 4 bis 8 Millimeter lang und blassviolett oder blau gefärbt.
Die Blütezeit reicht von April bis Mai.
Die Chromosomenzahl beträgt 2n = 18.

## Vorkommen
Diese Art kommt in der Süd- und Westtürkei in lichten Kiefernwäldern in Höhenlagen von 1100 bis 1800 Metern vor.
Gelegentlich wird sie als Zierpflanze in Blumenrabatten verwendet.